# Hawaiioscia paeninsulae
Hawaiioscia paeninsulae är en kräftdjursart som beskrevs av Stefano Taiti och Howarth 1997. Hawaiioscia paeninsulae ingår i släktet Hawaiioscia och familjen Philosciidae. Inga underarter finns listade i Catalogue of Life.